# ミストライアル
『ミストライアル』（原題：Mistrial）は、1996年のアメリカ合衆国のテレビ映画。ヘイウッド・グールド監督のサスペンス映画。出演はビル・プルマンほか。
日本ではオンリー・ハーツ/アスクからVHSが発売された。

## あらすじ
ニューヨーク市警察の警官が2人殺される事件が発生し、担当捜査官のスティーブは容疑者のリオスの部屋を訪れる。
逃走しようとしたリオスを取り押さえようとしたスティーブは誤って発砲してしまい、リオスの妻と弟が亡くなってしまう。
世間からの糾弾に耐えながら、リオスの有罪判決を勝ち取ろうとするスティーブ。しかし、リオスに下された判決は無罪で、逆にスティーブが起訴予定であるという。
判決に異議を唱えるスティーブは拳銃を手に取り、法廷内の人間を人質に立てこもりを始める。

## キャスト
※括弧内は日本語吹替
- スティーブ・ドナヒュー：ビル・プルマン（森田順平）
- ルー・アンガー警部：ロバート・ロッジア（斎藤志郎）
- エディ・リオス：ジョン・セダ（咲野俊介）
- C・ホッジス中尉：ブレア・アンダーウッド（手塚秀彰）
- ラッセル・クレイン長官：レオ・バーメスター（辻親八）
- テイラー市長：ジェームズ・レブホーン（伊藤和晃）
- ニック・マースキー：ジョセフ・ソマー（小林恭治）
- ローリー・マイジンガー：ローマ・マフィア
- アイダ・クルーズ巡査：クリスティーナ・コックス
- レポーター：ペニー・クローネ

吹替その他：川島得愛、石井隆夫、宝亀克寿、乃村健次